# Suze Rotolo

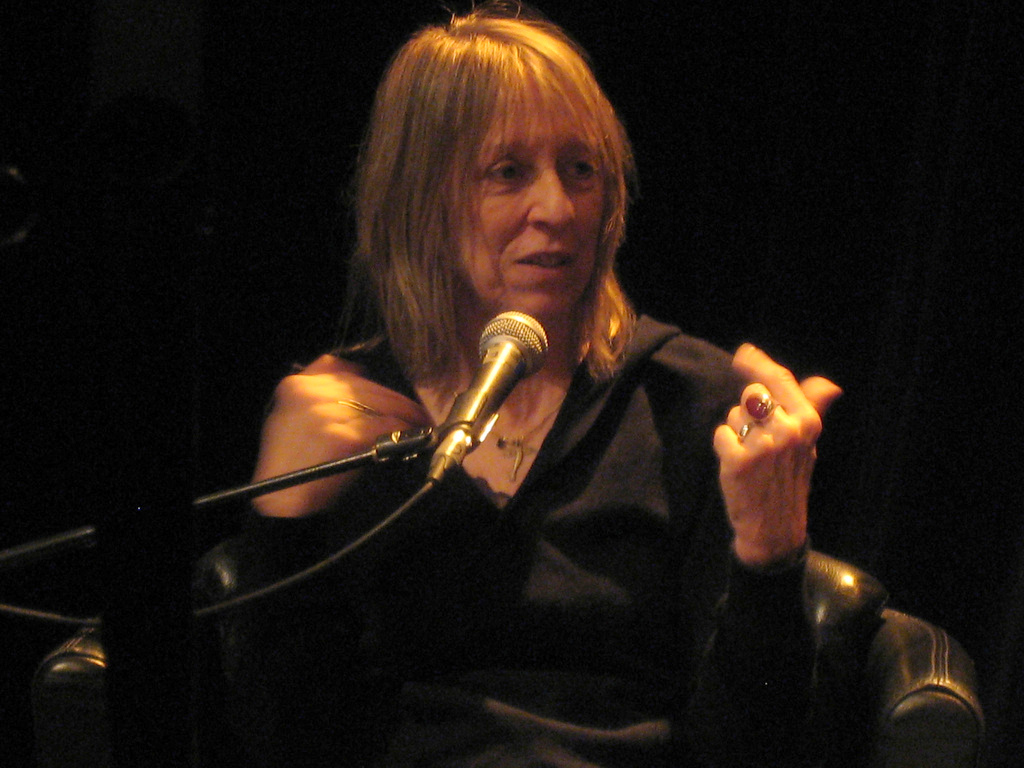
Suze Rotolo (2009)

Susan Elizabeth „Suze“ Rotolo (* 20. November 1943 in Brooklyn, New York; † 25. Februar 2011 in Manhattan) war eine US-amerikanische Künstlerin, politische Aktivistin und Autorin. Sie war von 1961 bis 1964 mit Bob Dylan liiert (zur Zeit seines Durchbruchs) und hatte damals offenbar starken Einfluss auf seine Songs. Bekannt wurde sie durch das Coverfoto zu Dylans zweitem Studioalbum The Freewheelin’ Bob Dylan, das die beiden Arm in Arm beim Spazierengehen auf einer winterlichen Straße in New York zeigt.

## Leben
Rotolo, aufgewachsen in Queens, war italo-amerikanischer Abstammung. Ihre Eltern, Joachim Rotolo und Mary Pezzati Rotolo, waren Mitglieder der Communist Party. 1961 machte sie ihren Abschluss an der Bryant High School in Queens.
Sie engagierte sich ebenfalls politisch und wurde Aktivistin bei der Bürgerrechtsorganisation CORE und der Anti-Atomwaffen-Gruppe SANE (Peace Action). Mit ihrer Schwester Carla lebte sie im aufstrebenden New Yorker Künstlerviertel Greenwich Village, wo Dylan sie das erste Mal sah. Im Juli 1961 begegneten sich die beiden bei einem Folkkonzert in der Riverside Church. Ab Frühjahr 1962 lebten sie zusammen, doch Dylans wachsende Bekanntheit wurde zunehmend zu einer Belastung. Im Juni 1962 verließ Rotolo New York für ein Auslandssemester in Kunst an der Universität Perugia in Italien. Dylan verarbeitete die vorläufige Trennung in den Songs Don’t Think Twice, It’s Alright, Tomorrow Is a Long Time, One Too Many Mornings und Boots of Spanish Leather.
Rotolos politische Ansichten und ihre Kunst- und Literaturkenntnisse beeinflussten Dylans Songwriting in dieser Zeit sehr. Durch sie begann er sich für die Gedichte von Arthur Rimbaud, das Theater von Bertolt Brecht und die Malerei zu interessieren. In ihrer Autobiografie berichtet Rotolo, dass sie 1963 von Dylan schwanger geworden sei, jedoch eine Abtreibung habe vornehmen lassen. Im August 1963 verließ sie die gemeinsame Wohnung und zog zurück zu ihrer Schwester. 1964 zerbrach die Beziehung zu Dylan endgültig, der die Trennung in dem Lied Ballad in Plain D beschrieben hat.
Mitte 1964 reiste Suze Rotolo nach Kuba und verstieß damit gegen das US-Embargo. 1967 heiratete sie den Italiener Enzo Bartoccioli, der für die UN als Filmeditor arbeitete. Der Ehe entstammt ein Sohn. Das Paar lebte bis Anfang der 1970er Jahre in Italien. Danach arbeitete Rotolo als Illustratorin und Malerin. Sie befasste sich mit Objektkunst und der Gestaltung von Künstlerbüchern. Sie blieb weiterhin politisch aktiv und engagierte sich z. B. in der satirischen Straßentheater-Gruppe Billionaires for Bush. Sie nahm 2004 auch an der Protestkundgebung gegen den Parteitag der Republikaner in Manhattan teil. Gesprächen über ihre Beziehung zu Dylan wich sie meist aus, gelegentlich wurde sie für eine Dokumentation über Dylan interviewt. So erscheint sie in Martin Scorseses Dokumentarfilm No Direction Home – Bob Dylan, der Dylans Aufstieg von 1961 bis 1966 beleuchtet. 2008 veröffentlichte Rotolo ihr autobiografisches Buch A Freewheelin’ Time: A Memoir of Greenwich Village in the Sixties (Als sich die Zeiten zu ändern begannen: Erinnerungen an Greenwich Village in den Sechzigern, deutschsprachige Ausgabe 2010), das in den USA ein Bestseller wurde.
Suze Rotolo starb am 25. Februar 2011 in Manhattan, nach Angaben ihres Ehemannes an den Folgen von Lungenkrebs.